# 提刑
提點刑獄公事，官名，簡稱提刑。北宋初设于各路，主管所属各州的司法、刑狱和监察，兼管农桑，其官署称司，号“宪司”，京畿地区设提点开封府界诸县镇公事，掌畿内县镇刑狱、治安、场务。南宋称提点京畿刑狱。金设有提刑使，后改为按察使。明清都在各省设提刑按察使。

## 著名的提刑
- 宋慈：南宋初年人，世界第一部法醫著作《洗冤集錄》的作者。